# Félix Odebrecht
Félix Odebrecht (Blumenau, 21 de outubro de 1900 — ?) foi um político brasileiro.
Filho de Rodolfo Odebrecht e de Theodora Odebrecht. Casou com Marta Lambert.
Foi deputado à Assembleia Legislativa de Santa Catarina na 1ª legislatura (1947 — 1951), eleito pelo Partido Social Democrático (PSD).